# Sindrome compartimentale
La sindrome compartimentale rientra nelle categorie delle sindromi, ed è una delle più complesse in ortopedia.
La sindrome compartimentale è la complicanza a più alto rischio di perdita dell'arto.
La tumefazione del muscolo leso all'interno di un involucro costrittivo (stecca, gesso, fasciatura) aumenta la pressione tissutale e diminuisce la perfusione sanguigna, tutti i tessuti entrano in sofferenza per lo scarso apporto di ossigeno, nutrimenti e riciclo di anidride carbonica, ne risulta una ischemizzazione dell'arto e dopo poche ore si può andare incontro a necrosi se non si agisce tempestivamente.
La presenza di polsi distali non esclude una sindrome compartimentale.

## Diagnostica
Si può diagnosticare con certezza usando un dispositivo che misura la pressione intramuscolare per via percutanea.

## Tipologia
Fra le varie sindromi compartimentali troviamo quella anteriore e quella da sforzo cronico.
- Sindrome compartimentale anteriore, una condizione morbosa dove la tumefazione del compartimento anteriore non permette il funzionamento dei vari muscoli e nervi che servono il piede.
- Sindrome compartimentale da sforzo cronico,  viene caratterizzata da crampi tensione e dolore, la si ritrova nel campo della medicina sportiva.

## Sintomatologia
Fra i vari sintomi si riscontrano parestesia, intorpidimento fino alla paralisi, e un forte dolore o perdita di una funzione motoria posta ad un'estremità.

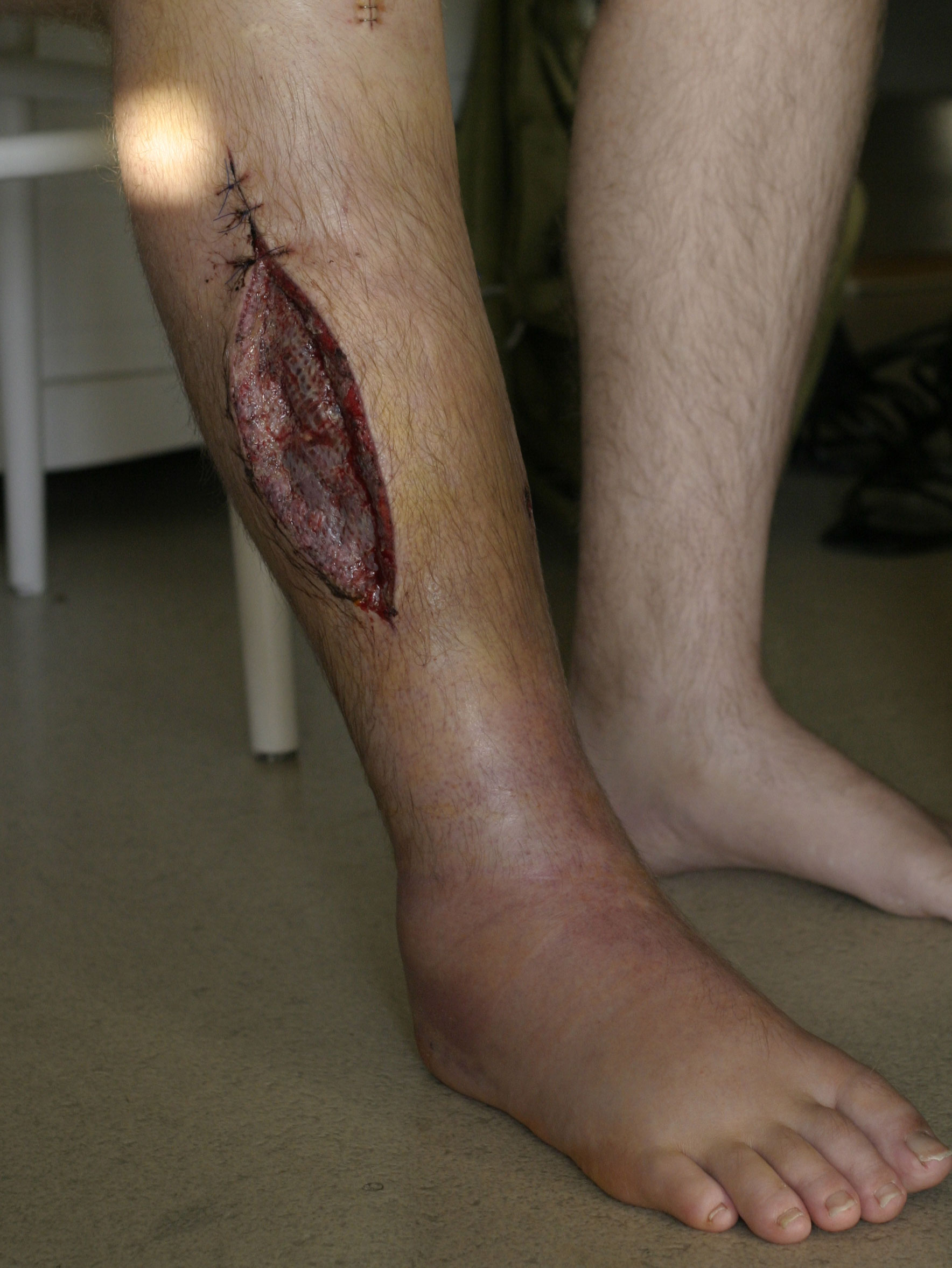

## Eziologia
La causa scatenante è da ritrovare in una passata ischemia, frattura, trauma, infezione o anche un'infiammazione avute in uno spazio anatomico chiuso. Tale anomalia ha poi riportato la compressione dei vasi, nervi o tendini che attraversano quel determinato compartimento anatomico.

## Terapia
Bisogna agire immediatamente con la fasciotomia, altrimenti tardando l'intervento si necessiterà in seguito di più interventi chirurgici di ricostruzione maggiore, ma essi comporteranno solo un minimo recupero.